# Sumptermead Ait
Sumptermead Ait ist eine Insel in der Themse, oberhalb des Old Windsor Lock, nahe Datchet, in Berkshire, England.  Die langgestreckte schmale Insel ist bewaldet und nur durch einen schmalen Kanal vom Festland getrennt.
Die Insel wird schon lange in der Geschichte erwähnt. 1263 wird sie als Sondremede bezeichnet, als sie der Priorin von St Helens in London verpachtet wird. Als Saunder-meade wird sie 1586 erwähnt, als sie an die Wäscherei Königin Elisabeth I. verpachtet wird.